# Anne Friedrich
Anne Friedrich ist eine deutsche Altphilologin.
Anne Friedrich studierte von 1989 bis 1995 Klassische Philologie und Slawistik an den Universitäten Halle-Wittenberg und Odessa. Daran schloss sich 1996 ein Forschungsaufenthalt an der Universität Salamanca an. Zwischen 1999 und 2002 war Friedrich zunächst Referendarin und anschließend Lehrerin am Hallenser Elisabeth-Gymnasium. Die Promotion erfolgte 2000 mit einer Arbeit zum Thema Das Symposium der XII sapientes. Kommentar und Verfasserfrage an der Universität Halle. Für die Arbeit wurde sie 2001 mit dem Bruno-Snell-Preis der Mommsen-Gesellschaft ausgezeichnet. 2002 ging sie als Wissenschaftliche Assistentin an den Lehrstuhl für Latinistik der Universität Halle-Wittenberg, wo sie seit 2009 als Wissenschaftliche Mitarbeiterin im Bereich der Fachdidaktik der Alten Sprachen arbeitet.
Friedrich forscht vorrangig zur Literatur der Neronischen Zeit, der spätantiken Dichtung sowie der Rezeption der antiken Literatur in der deutschsprachigen Literatur und Kunst. Sie ist Vorstandsmitglied der Mommsen-Gesellschaft.

## Schriften
- Das Symposium der XII sapientes. Kommentar und Verfasserfrage. de Gruyter, Berlin und New York 2001, ISBN 3-11-017059-0 (Texte und Kommentare, Band 22).
- Claudian. Der Raub der Proserpina. Eingeleitet und kommentiert von Anne Friedrich. Übersetzt von Anne Friedrich und Katharina Frings. Wissenschaftliche Buchgesellschaft, Darmstadt 2009, ISBN 978-3-534-18141-4 (edition Antike).
- Herausgeberin mit Susanne Schütz: Karl Gutzkow: Dramatische Werke: Marino Falieri. Hamlet in Wittenberg. Nero. König Saul. Oktober, Münster 2009, ISBN 978-3-938568-62-0 (Gutzkows Werke und Briefe. Kommentierte digitale Gesamtausgabe. Dramatische Werke, Band 1).